# Unbefleckte Empfängnis

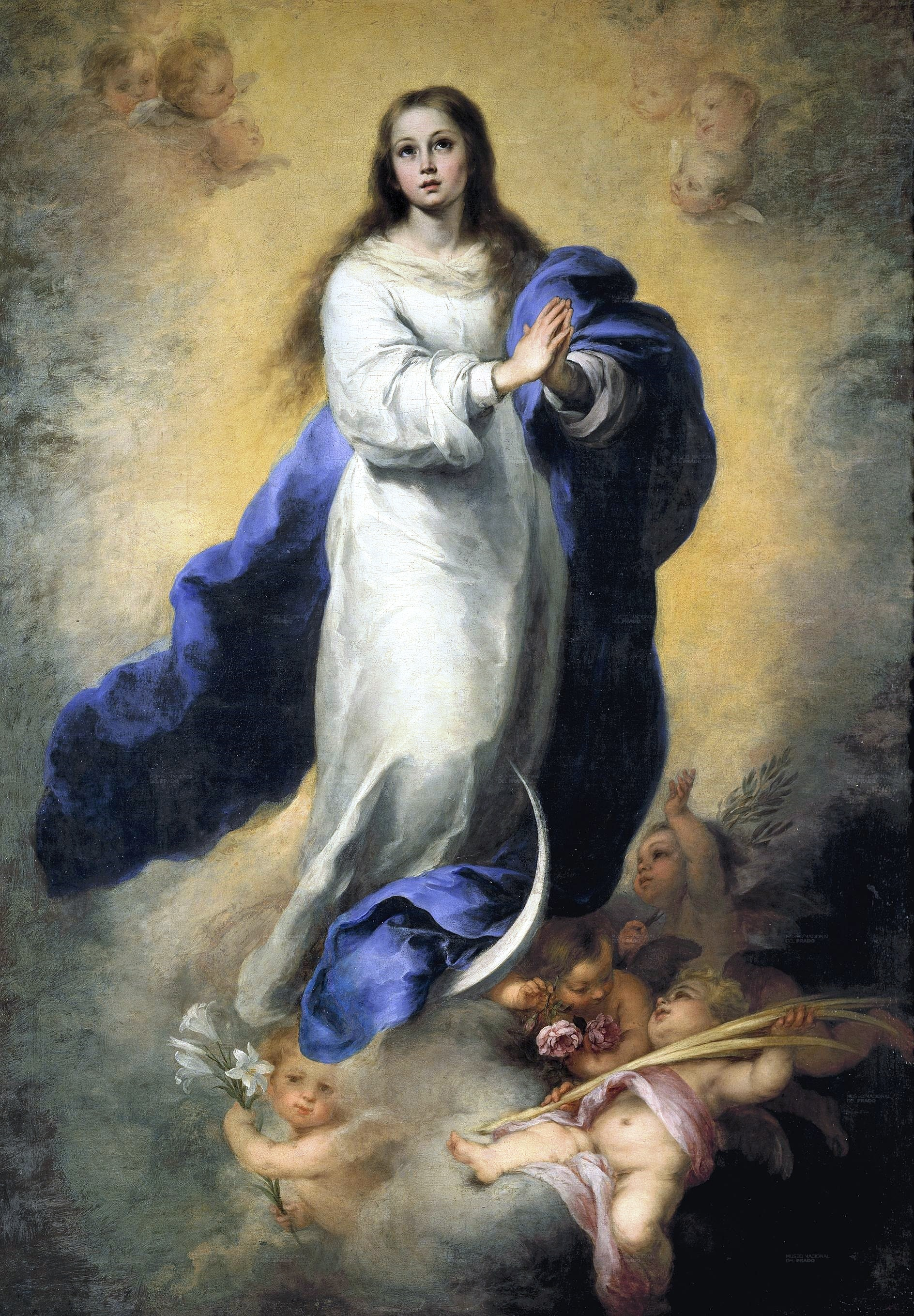
Bartolomé Esteban Murillo: Unbefleckte Empfängnis von El Escorial, ca. 1660–1665. Maria in weiß-blauen Gewändern, auf der Mondsichel stehend, die Engel tragen Mariensymbole: Lilien, Rosen, Palmzweig.

Die unbefleckte Empfängnis Mariens (lateinisch immaculata conceptio) ist ein 1854 verkündetes Dogma der römisch-katholischen Kirche, nach dem die Gottesmutter Maria vor der Erbsünde bewahrt wurde. Damit habe Gott Maria vom ersten Augenblick ihres Daseins an vor jeder Sünde bewahrt, weil sie die Mutter Gottes werden sollte.
Diese Lehre ist eine wesentlich andere als jene der Jungfrauengeburt, mit der sie von Laien oft verwechselt wird. Diese Lehre bezieht sich nicht auf die Empfängnis Jesu, sondern auf die seiner Mutter Maria, die auf natürliche Weise von ihren (nur in apokryphen Schriften genannten) Eltern Anna und Joachim gezeugt, empfangen und geboren wurde, dabei aber als einziger Mensch von der Erbsünde frei („ohne Makel“) geblieben sein soll. Immaculata (lat. für „die Unbefleckte“) ist in der römisch-katholischen Kirche einer der Marientitel.
Ein eigenes kirchliches Fest Mariä Empfängnis (lateinisch Conceptio Mariae) wird am 8. Dezember gefeiert, neun Monate vor dem wohl älteren Fest Mariä Geburt. Die vollständige Bezeichnung dieses Festes lautet: Hochfest der ohne Erbsünde empfangenen Jungfrau und Gottesmutter Maria (Sollemnitas in conceptione immaculata beatae Mariae virginis, deutsch: ‚Hochfest der unbefleckten Empfängnis der seligen Jungfrau Maria‘).

## Entwicklung des Dogmas in der katholischen Kirche

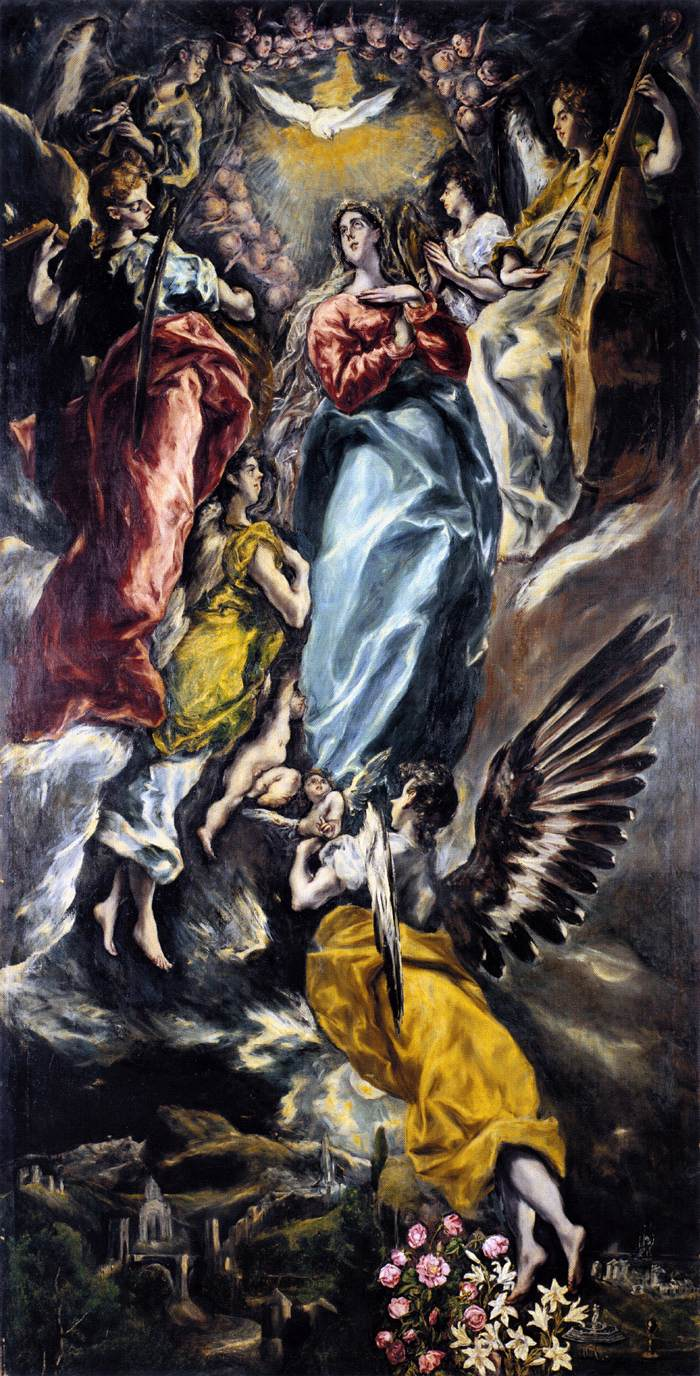
Inmaculada Concepción (El Greco, Capilla de Isabel Oballe, 1607–1613)

### Mittelalter
Ein Tag der Empfängnis der Allerheiligsten Gottesmutter durch Anna wurde in der Ostkirche an manchen Orten seit dem 10. bis 12. Jahrhundert begangen, im Westen führte Anselm von Canterbury das Fest um das Jahr 1100 für seine Diözese Canterbury ein. Erstmals erklärte das Konzil von Basel in seiner 36. Sessio am 17. September 1439, dass durch einen besonderen Akt der Prävention Maria niemals von der Erbsünde befleckt wurde. Im Jahr 1477 führte Papst Sixtus IV. das Hochfest in Rom ein, 1708 wurde das Fest als Mariä Empfängnis durch Clemens XI. für die ganze katholische Kirche vorgeschrieben.

### Kontroversen zwischen Dominikanern und Franziskanern

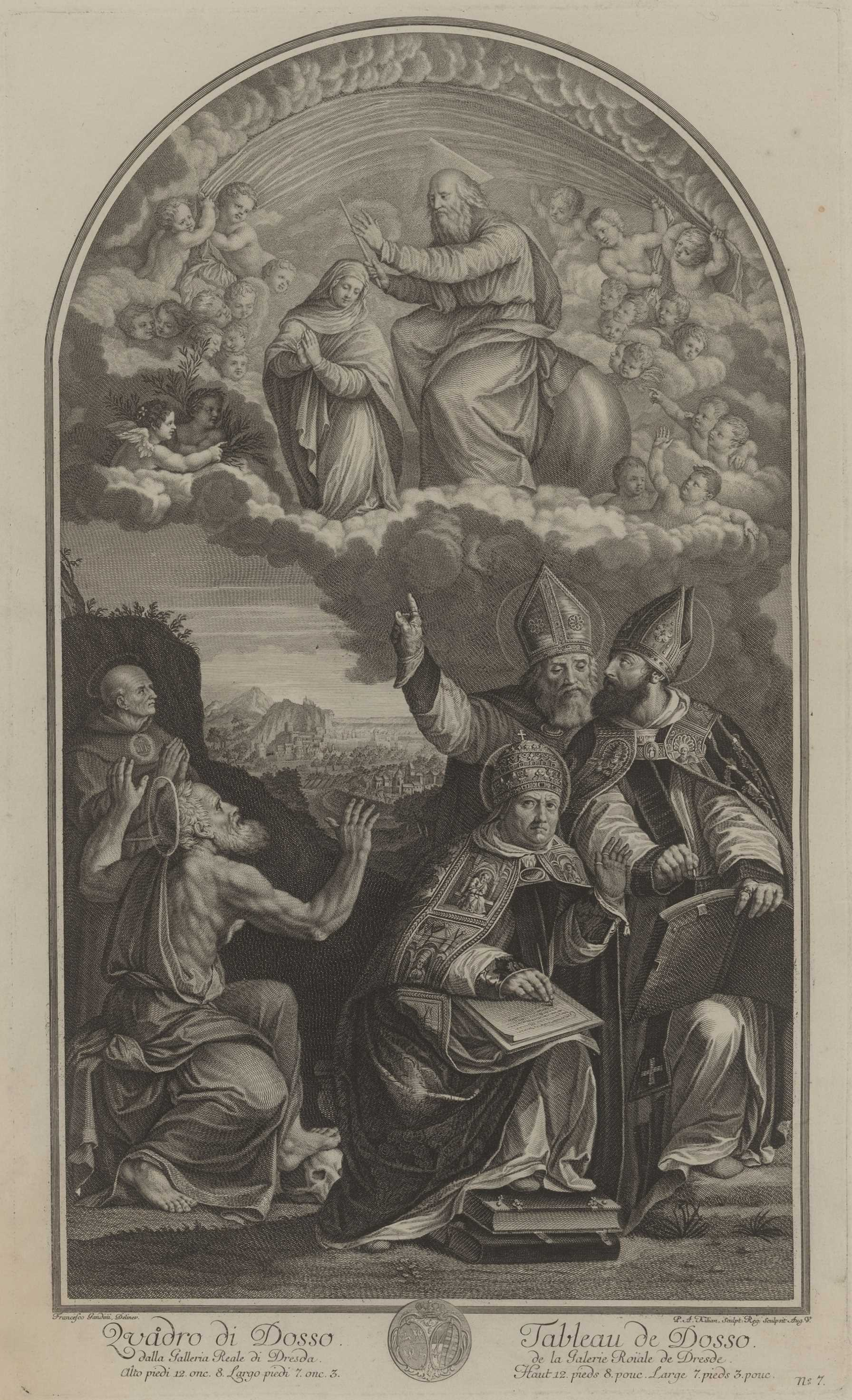
Disputation der Immaculata Conceptio mit den vier Kirchenvätern und dem hl. Bernhardin (vermisstes Gemälde der Gemäldegalerie Alte Meister Dresden)

Die Immaculata conceptio war wegen der ungeklärten dogmatischen Situation Gegenstand eines theologischen Streites im Spätmittelalter, der aus der Lehre über die Erbsünde entstand. Die Frage, wie Maria am Erlösungswerk teilnehmen konnte, da sie doch wie alle anderen Menschen unter den Bedingungen der Erbsünde lebte, wurde unterschiedlich beantwortet: entweder durch die Annahme einer göttlichen Reinigung Marias von der Erbsünde (Sanctificatio Mariae), wie es von den Dominikanern bis ins 19. Jahrhundert vertreten wurde, oder durch die Annahme, Maria sei bereits ohne Erbsünde empfangen worden, wie es von den Franziskanern gelehrt wurde. Vielleicht spielte hierbei die größere Volksnähe der Franziskaner eine Rolle, so dass sie Entwicklungen der Volksfrömmigkeit offen aufgriffen.
Schon früh nach Gründung des Franziskanerordens, 1263, hatte das Generalkapitel des Ordens zu Pisa unter Leitung des heiligen Bonaventura das Fest der unbefleckten Empfängnis unter die Eigenfeste des Ordens aufgenommen. Besonders heftig wurde der Streit im 15. Jahrhundert ausgetragen, involviert waren hier u. a. die Universität Paris, das Konzil von Basel und die Könige von Aragón. Die theologische Lösung für das Problem wurde von Duns Scotus ausgearbeitet. Nach seiner Lehre wurde Maria von der Empfängnis an von der Erbsünde befreit, durch die Verdienste Jesu Christi im Voraus. Er beglaubigt seine Doktrin mit dem Spruch von Pseudo-Anselmus: „Decuit, potuit, ergo fecit“ (‚Es ziemte sich, er [Gott] konnte es, daher machte er [es]‘). Die Lehre der Kirche, die davon abgeleitet ist, definierte die Bulle Ineffabilis Deus des seligen Papstes Pius IX., aber schon das Konzil von Trient (1545–1563) nimmt bei seinen Aussagen über die Erbsünde die heilige Jungfrau Maria ausdrücklich aus.
Prominente Gegner der Immaculata-Lehre waren im Mittelalter Bernhard von Clairvaux, Albertus Magnus und Thomas von Aquin, der Franziskaner Bonaventura sowie die Päpste Johannes XXII. und Benedikt XII.; die meisten Päpste verhielten sich in dieser Frage neutral, was noch im Spätmittelalter von den Immakulisten beklagt wurde, bis mit Sixtus IV. ein Franziskaner auf den Papstthron gelangte, der zwar in den Auseinandersetzungen um den Libellus de veritate conceptionis Beatae Virginis Gloriosae von 1476/1477 die Position der Dominikaner zurückwies, zugleich jedoch eine eindeutige Stellungnahme zugunsten der franziskanischen Position in der Konstitution Cum praeexcelsa vermied.

### Die Vorbereitung des Dogmas
Papst Pius IX. setzte am 1. Juni 1848 ein Theologengremium zur Vorbereitung einer Definition des Glaubenssatzes ein. Am 2. Februar 1849 sandte er die Enzyklika Ubi primum an die Ortsbischöfe, um die Meinung des Episkopats zu erkunden. Von den 603 befragten Bischöfen äußerten sich 546 positiv zur Definition eines Glaubenssatzes. Pius IX. ließ die Voten der Bischöfe veröffentlichen und gab theologische Definitionsentwürfe eines Glaubenssatzes hinsichtlich der unbefleckten Empfängnis Mariens in Auftrag. An der Endredaktion der Bulle war der Papst selbst maßgeblich beteiligt.

### Der Wortlaut des Dogmas 1854
Schließlich verkündete Pius IX. am 8. Dezember 1854 in seiner Bulle Ineffabilis Deus (‚Der unaussprechliche Gott‘) das Dogma von der unbefleckten Empfängnis Mariens (Conceptio immaculata):

„Zur Ehre der Heiligen und ungeteilten Dreifaltigkeit, zur Zierde und Verherrlichung der jungfräulichen Gottesgebärerin, zur Erhöhung des katholischen Glaubens und zum Wachstum der christlichen Religion, in der Autorität unseres Herrn Jesus Christus, der seligen Apostel Petrus und Paulus und der Unseren erklären, verkünden und bestimmen Wir in Vollmacht unseres Herrn Jesus Christus, der seligen Apostel Petrus und Paulus und in Unserer eigenen: Die Lehre, dass die seligste Jungfrau Maria im ersten Augenblick ihrer Empfängnis durch einzigartiges Gnadengeschenk und Vorrecht des allmächtigen Gottes, im Hinblick auf die Verdienste Christi Jesu, des Erlösers des Menschengeschlechts, von jedem Fehl der Erbsünde rein bewahrt blieb, ist von Gott geoffenbart und deshalb von allen Gläubigen fest und standhaft zu glauben. Wenn sich deshalb jemand, was Gott verhüte, anmaßt, anders zu denken, als es von Uns bestimmt wurde, so soll er klar wissen, dass er durch eigenen Urteilsspruch verurteilt ist, dass er an seinem Glauben Schiffbruch litt und von der Einheit der Kirche abfiel, ferner, dass er sich ohne weiteres die rechtlich festgesetzten Strafen zuzieht, wenn er in Wort oder Schrift oder sonstwie seine Auffassung äußerlich kundzugeben wagt.“

### Beseelungslehre
Das Dogma der Unbefleckten Empfängnis Mariens spielte eine Rolle bei der Bulle Apostolicae Sedis, mit der Papst Pius IX. 1869 die Unterscheidung zwischen dem unbeseelten und dem beseelten Fetus aufhob. Demnach empfange der Fetus seine Seele bereits zum Zeitpunkt der Zeugung (Simultanbeseelung). Pius IX. stützte sich auf den Leibarzt des Papstes Innozenz X., Paul Zacchias. Dieser hatte 1661 behauptet, die vernunftbegabte Seele (anima rationalis) werde dem Menschen im Augenblick der Empfängnis eingegossen, denn sonst würde ja das Fest der unbefleckten Empfängnis Mariens eine vernunftlose Materie feiern, was der allerseligsten Jungfrau „unangemessen“ sei.

### II. Vatikanum
Das Zweite Vatikanische Konzil behandelte Maria ausführlich im Rahmen der dogmatischen Konstitution über die Kirche (Lumen gentium). Dort wird daran erinnert, „daß es bei den heiligen Vätern gebräuchlich wurde, die Gottesmutter ganz heilig und von jeder Sündenmakel frei zu nennen“.
„Vom ersten Augenblick ihrer Empfängnis an im Glanz einer einzigartigen Heiligkeit“, hat sie „von Sünde unbehindert … zum Heil der Menschen mitgewirkt“.

### Mariä Himmelfahrt als dogmatische Konsequenz
Eine Erweiterung dieser Glaubensaussage besteht darin, dass Maria – im Unterschied zu allen anderen Menschen – am Ende ihres Lebens keiner Läuterung im Fegefeuer mehr bedürfe, da die Läuterung Mariens bereits im Moment ihrer Empfängnis durch die Befreiung von der Erbsünde stattgefunden und sie während ihres Lebens keine Sünden begangen habe. Dies wurde 1950 im Dogma von der leiblichen Aufnahme Mariens in den Himmel mitausgesagt.

### Marienerscheinungen
Zusätzliche Bedeutung gewann das Dogma der unbefleckten Empfängnis in der römisch-katholischen Kirche durch die Marienerscheinungen von der Rue du Bac (1830, vor der Definition des Dogmas) und in Lourdes (1858, vier Jahre danach). 1830 soll Maria der Ordensfrau Katharina Labouré eine Medaille gezeigt haben, auf der stand: „Oh Maria, ohne Sünde empfangen, bitte für uns, die wir unsere Zuflucht zu dir nehmen.“ In Lourdes soll im Jahr 1858 Bernadette Soubirous mehrfach Erscheinungen einer weiß gekleideten Frau (der Mutter Gottes) gehabt haben. Die von Bernadette beschriebene „schöne weiße Dame“ offenbarte sich ihr als „die unbefleckte Empfängnis“.

## Die Haltung der Altkatholiken
Die Altkatholische Kirche gesteht der Lehre von der unbefleckten Empfängnis keine Verbindlichkeit zu. Nach ihrer Ansicht entspricht diese Lehre weder dem biblischen Zeugnis noch jenen Ehrentiteln, welche die ökumenischen Konzilien der ersten Jahrhunderte Maria zugesprochen haben.

## Rezeption und Kritik im Protestantismus
Martin Luther behielt in den ersten Jahren der Reformation die Immaculata-Lehre bei. In seinen Resolutiones disputationum de indulgentiarum virtute von 1518 erklärte er seine Übereinstimmung mit den spätmittelalterlichen Konzilsbeschlüssen in dieser Frage. In einer Predigt legte er seinen Hörern noch 1520 dar, dass Maria in keinem Augenblick ihres Lebens mit der Erbsünde in Berührung gekommen sei. Als Mutter Christi habe Gott sie mit höchster Heiligkeit und Reinheit ausgezeichnet.
Die Evangelische Kirche lehnt diese Lehre ab, anders als die auf biblische Texte gestützte Lehre von der Jungfrauengeburt. Denn die Lehre von der unbefleckten Empfängnis lässt sich ihrer Ansicht nach nicht aus den zum Bibelkanon gehörigen Schriften herleiten. 
Aus evangelischer Sicht zeige auch dieses Dogma die Tendenz, Maria an Jesus anzugleichen. Was im Neuen Testament nur über Jesus ausgesagt wird, werde nun auch auf Maria übertragen. Jesus war ohne Sünde (Hebr 4,15 , Hebr 7,26 ), nun wird die Behauptung, ganz ohne Sünde zu sein, auch auf Maria übertragen.
Der Waldenser Giovanni Miegge äußert sich kritisch:
„Die päpstliche Definition nennt die Lehre von der unbefleckten Empfängnis eine ‚Offenbarungswahrheit‘. Das ist angesichts des völligen Stillschweigens der Heiligen Schrift und der älteren Tradition eine schwerwiegende und gewagte Behauptung.“

## Mariä Empfängnis als Hochfest der katholischen Kirche
Die römisch-katholische Kirche begeht dieses Marienfest am 8. Dezember, neun Monate vor dem Fest der Geburt Mariens (8. September), das Hochfest der Empfängnis Mariens. Die vollständige Bezeichnung lautet Hochfest der ohne Erbsünde empfangenen Jungfrau und Gottesmutter Maria (Sollemnitas In Conceptione Immaculata Beatae Mariae Virginis). Im deutschen Festkalender heißt es auch Mariä Erwählung.

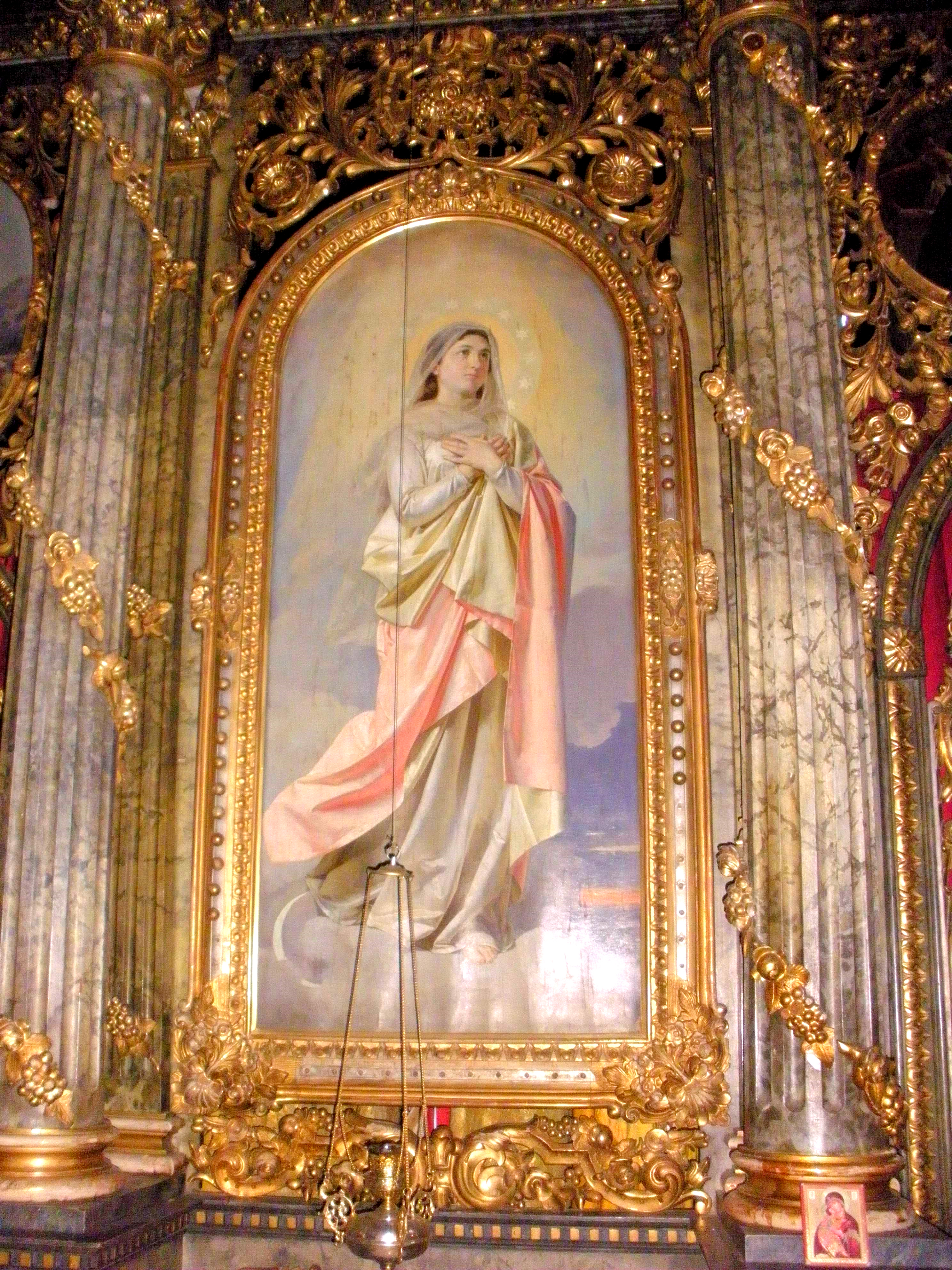
Immaculata Conceptio (Darstellung an der Ikonostasis der orthodoxen Kirche in Perlez in Serbien)

1708 wurde die Feier dieses Festes von Papst Clemens XI. für die ganze katholische Kirche vorgeschrieben. In solchen Jahren, in denen das Hochfest wegen des höheren liturgischen Ranges des zweiten Adventssonntags von diesem verdrängt wird, wird es am 9. Dezember nachgefeiert. Bis 1955 hatte das Fest eine Vigil am Vortag, dem 7. Dezember.
Das Fest Mariä Empfängnis wird auch von der anglikanischen Kirche gefeiert. Die orthodoxen Kirchen begehen Mariä Empfängnis am 9. Dezember, haben aber wegen ihres nicht-augustinischen Verständnisses der Erbsünde keine speziellen Lehren darüber.

## Ikonographie und Darstellung in der Kunst

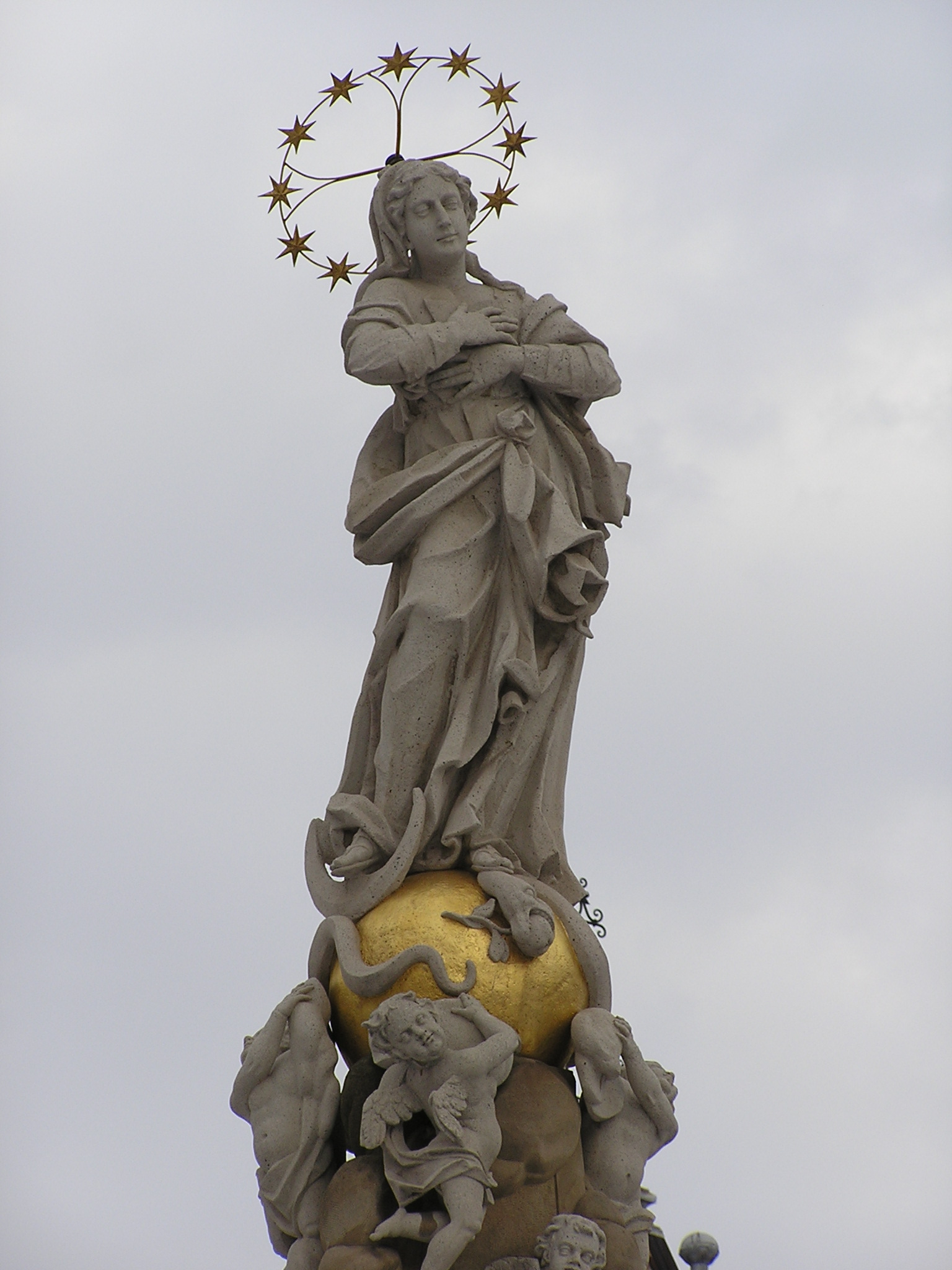
Darstellung einer Maria Immaculata mit dem Fuß auf dem Kopf einer sich um die Weltkugel windenden Schlange

Die typische künstlerische Darstellungsform einer Maria Immaculata leitet sich von der Maria im Ährenkleid ab, die ab 1387 in Mailand verehrt wurde. Die Immaculata zeigt die Gottesmutter stehend, ohne Kind, meistens auf einer Mondsichel und auf Wolken, manchmal auch auf einer Weltkugel mit Schlange. Das Haupt der Maria ist umgeben von einem Sternenkranz, normalerweise aus zwölf Sternen. Der spanische Kunsttheoretiker Francisco Pacheco (1564–1644) leitete die typische Ikonographie der Immaculata von einer Vision der hl. Beatriz da Silva ab, wonach sie „in einer weißen Tunika und einem blauen Mantel“ gemalt werden sollte (vor allem in frühen Darstellungen kommen davon abweichend gelegentlich Versionen in roter oder rosa Tunika mit blauem Mantel vor, wie es für Maria sonst üblich ist). Dabei sollte die Madonna laut Pacheco außerdem „in der Blüte ihres Alters, als zwölf- bis dreizehnjähriges (!) reizendes Mädchen ...“ erscheinen.
Ihre Hochform entwickelt die Immaculata im spanischen Siglo de Oro, mit zahlreichen bedeutenden Werken von Bartolomé Esteban Murillo, José Antolínez, Jusepe de Ribera, Zurbarán, Juan Carreño de Miranda, Francisco Rizi, Mateo Cerezo u. a. Von da verbreitet sie sich über Europa. Das Dogma von der unbefleckten Empfängnis von 1854 und die Marienerscheinungen des 19. und frühen 20. Jahrhunderts, allen voran die Maria von Lourdes nach 1858, bringen eine Fülle historistisch-romantisierender bis modernistischer Abbildungen hervor.
Ihre Heiligenattribute sind:
- eine Schlange, deren Kopf sie zertritt. Die Schlange ist ein biblisches Symbol für die Erbsünde (Gen 3,15 EU, Offb 12 EU)
- die Weltkugel, wodurch Maria als Siegerin über die Sünde erscheint – die Schlange windet sich oftmals um die Weltkugel
- der Sternenkranz um das Haupt und die Mondsichel unter ihren Füßen (Offb 12 EU) als apokalyptisches Zeichen.
- Auf Gemälden ist sie nicht selten auch von diversen Mariensymbolen wie Rosen, Lilien, Stern, Tempel, Pforte umgeben.

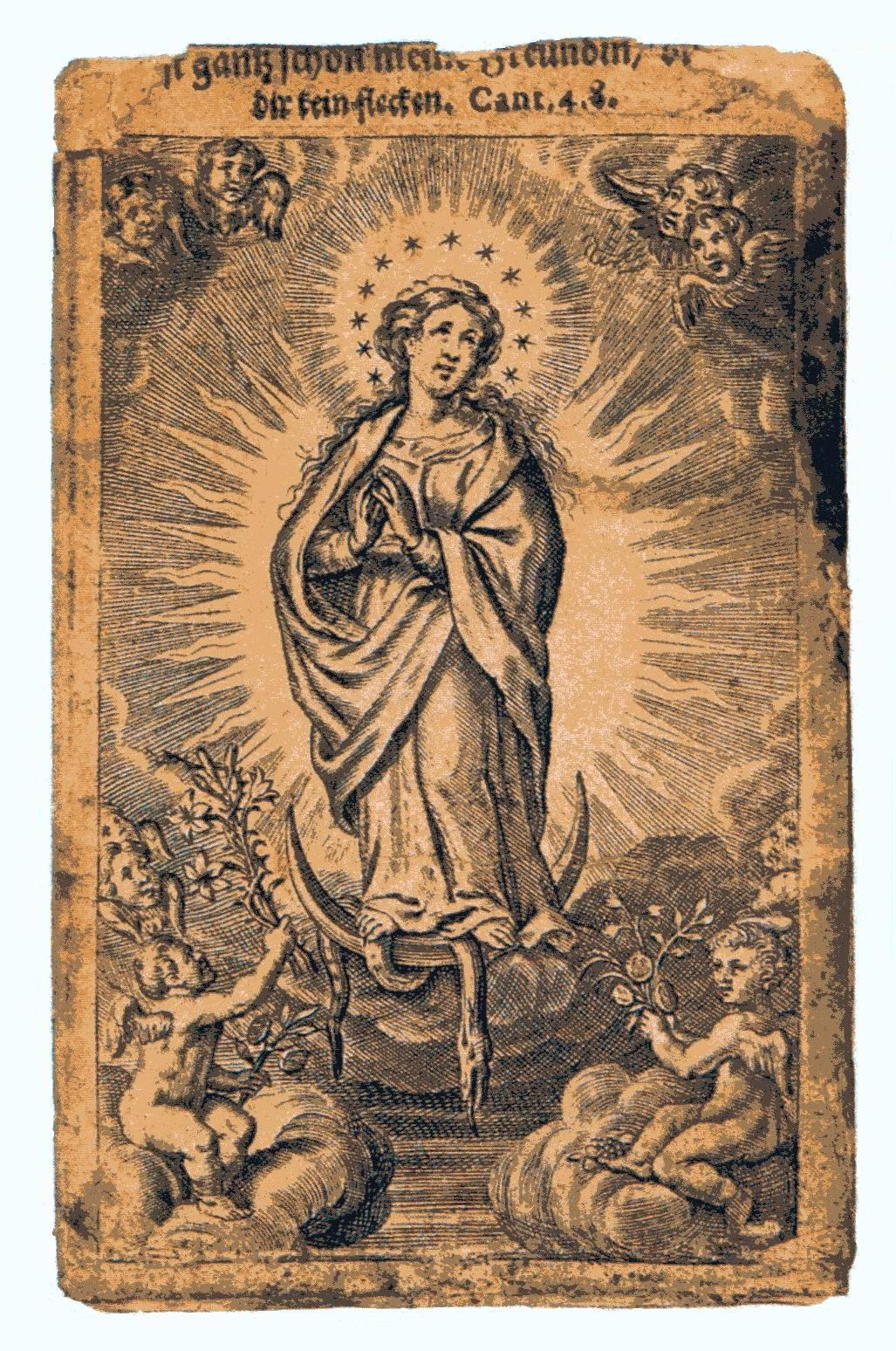
Gnadenbild der Unbefleckten Empfängnis in Neviges

## Patrozinien
Der Verband der Wissenschaftlichen Katholischen Studentenvereine Unitas hat Maria Immaculata als eines ihrer Verbandspatronate.
Die Hausritterorden vom Heiligen Georg, von Vila Viçosa und der Orden Karls III. sind unter dem Patronat der Unbefleckten Empfängnis gegründet worden. Die beiden ersteren feiern ihr Ordensfest bis heute am 8. Dezember.

### Schwesternschaften
- Kongregation der armenischen Schwestern von der unbefleckten Empfängnis Mariens
- Mägde Mariens von der Unbefleckten Empfängnis
- Marienschwestern von der Unbefleckten Empfängnis
- Missionsschwestern von der unbefleckten Empfängnis Mariens
- Missionsschwestern von der Unbefleckten Empfängnis der Mutter Gottes
- Schwestern der Unbefleckten Empfängnis von Saint-Méen-le-Grand

## Wallfahrtsorte
- Marienwallfahrt nach Neviges, die „älteste Wallfahrt zur Immaculata nördlich der Alpen“, im Bergischen Land.
- Wallfahrt nach Lourdes, Frankreich.

## Mariä Empfängnis als Feiertag
In Österreich, Liechtenstein und den katholisch geprägten Kantonen der Schweiz (siehe Feiertage in der Schweiz) sowie in Argentinien, Spanien, Chile, Nicaragua, Portugal, Kolumbien, Italien und Malta ist Mariä Empfängnis ein gesetzlicher Feiertag.
In Österreich wird der 8. Dezember seit dem 17. Jahrhundert gefeiert. 1646 verkündete Kaiser Ferdinand III. im Dreißigjährigen Krieg die „Weihe Österreichs an die unbefleckt Empfangene“. Wegen der vorweihnachtlichen Einkaufszeit, in die dieser Feiertag fällt, war die Schließung der Geschäfte umstritten. Seit 1995 ist es durch eine Änderung des Gesetzes über die Ladenschlusszeiten möglich, auch an diesem Tag in vielen Läden und Kaufhäusern einzukaufen.
Nach der kirchenrechtlichen Partikularnorm für Deutschland ist die Immaculata conceptio kein „kirchlich gebotener Feiertag“. In Bayern war dieser Tag bis einschließlich 1969 ein staatlich geschützter kirchlicher Feiertag gemäß § 2 Abs. 1 Nrn. 2 und 3 des Gesetzes über den Schutz der Sonn- und Feiertage (FTG) vom 15. Dezember 1949 (GVBl 1950 S. 41), ohne gesetzlicher Feiertag gemäß § 1 FTG gewesen zu sein.

## Weiteres
Der italienische Vorname Concetta und der spanische Vorname Conchita gehen auf den Titel zurück.